# Nagy József (labdarúgó, 1988)
Nagy József (Szolnok, 1988. január 1. –) magyar labdarúgó. Jelenleg az NB. II-es BVSC játékosa.

## Pályafutása
Korábban a Kecskeméti TE játékosa, hátvéd illetve védekező középpályás. Ikertestvérével, Nagy Sándorral együtt érkeztek Kecskemétre, nem sokkal az átigazolási szezon vége előtt, 2008 nyarán, ahonnan az év végén távoztak. Korábban a Ferencvárosban együtt nevelkedtek Koszó Balázzsal.
2008. februárjában a Kozármisleny csapatába igazolt, majd onnan nyáron Kecskemétre.
Utána több alkalommal játszott a PMFC-ben és a Kozármisleny csapatában is. Az élvonalban 2011. október 29-én a Győr ellen mutatkozott be. Összesen 66 NB. I-es mérkőzésen lépett pályára, utoljára a Mezőkövesd szineiben.
Mezőkövesdről 2016-ban Győrbe igazolt, majd egy év múlva visszatért a PMFC-hez. 2018-ban Nyíregyházára igazolt, ahonnan 2019. nyarán Rákosmentére távozott. 2021. nyarán igazolt át a BVSC-hez.